# Ulanów
Ulanów là một thị trấn thuộc huyện Niżański, tỉnh Podkarpackie ở đông-nam Ba Lan. Thị trấn có diện tích 8 km². Đến ngày 1 tháng 1 năm 2011, dân số của thị trấn là 1526 người và mật độ 186 người/km².